# Heinrich Lammasch
Heinrich Lammasch (født 21. maj 1853 i Seitenstetten, død 6. januar 1920 i Salzburg) var en østrigsk jurist og statsmand.
Lammasch blev 1879 privatdocent, 1882 ekstraordinær professor i Wien, 1885 ordentlig professor i Innsbruck, 1889 i Wien, 1899 medlem af Herrehuset, fra 25. oktober—11. november 1918 ministerpræsident. Som kriminalist ydede Lammasch Østrigs betydeligste indsats til europæisk strafferetslitteratur; han var en fin og selvstændig tænker, der aldrig lod sin videnskabelige samvittighed gå på akkord over for en bestemt ensidig skoles forlangender. Han stillede sig således kritisk til Bindings normteori og læresætninger i øvrigt, anerkendte fuldt ud den af von Liszt repræsenterede realistiske retning, men da de følgeslutninger, navnlig på tilregnelighedens område, hvori von Liszt efterhånden havnede, frastødte ham, tog han i et åbent brev til von Liszt (Deutsche Juristen-Zeitung, III 1898, siderne 92—94) bestemt afstand fra den moderne radikalisme. 
Foruden en række tankerige afhandlinger i Grünhuts tidsskrift Der Gerichtssaal, Zeitschrift für die gesamte Strafrechtswissenschaft, juridiske samleværker og andet skal af Lammaschs kriminalistiske Forfatterskab fremhæves Das Moment objectiver Gefährlichkeit im Begriffe des Verbrechensversuches (1879), Das Recht der Auslieferung wegen politischer Verbrechen (1884, oversat på fransk af André Weiss og Louis Lucas 1885), det vægtige Auslieferungspflicht und Asylrecht (1887), det åndfulde Diebstahl und Beleidigung (1893) og Grundriss des Strafrechts (1899, 4. udgave 1911). Ejendommelig for Lammasch som folkeretslærer er den religiøse begrundelse, han giver af folkerettens opståen og eksistens. 
Helt igennem præget af hans sjældne indsigt og verdensanerkendte autoritet er de fortrinlige arbejder Die Rechtskraft internationaler Schiedsspruche (1913. Publications de l'Institut Nobel norvégienne, bind 2, fascikel 2), Die Lehre von der Schiedsgerichtsbarkeit in ihrem ganzen Umfange (1914, 3. binds 3. afdeling af Fritz Stier-Somlos Handbuch des Völkerrechts) og det ved upartiskhed og åndelig noblesse udmærkede Das Völkerrecht nach dem Kriege (1917. Ovennævnte Publications bind 3). Af Lammaschs øvrige folkeretlige værker skal endnu, bortset fra tidsskriftafhandlinger og lignende nævnes: Die Fortbildung des Völkerrechts durch die Haager Konferenz (1900), Die Fortbildung der internationalen Schiedsgerichtsbarkeit (1914), Europas elfte Stunde (1919, med indledning af Friedrich Wilhelm Förster), Der Völkerbund zu Bewahrung des Friedens. Entwurf eines Staatsvertrages mit Begründung (2. oplag 1919), Der Friedensverband der Staaten (1919) og Völkermord oder Völkerbund (1920). 
Med bistand af Hans Liebmann og Josef Tichy offentliggjorde Lammasch Woodrow Wilsons Friedensplan mit ausgewählten Briefen, Schriften und Reden des Präsidenten Wilson an der Zeit vom 12. März 1913 bis zum 14. Februar 1919 (1919). Lammasch var medudgiver af Hans Kelsens Oesterreichische Zeitschrift för öffentliches Recht og medarbejder ved Austria nova (1916). 1887 blev Lammasch associé, 1891 medlem af Institut de droit international, 1890 og 1907 af fredskonferencerne i Haag, 1900 af den internationale voldgiftsdomstol sammesteds, 1902, 1905 og 1909 henholdsvis dommer og præsident for forskellige voldgiftsretter i mellemfolkelige tvistemål. Ikke mindst under 1. Verdenskrig havde han som folkeretslærer det mod at gå imod strømmen; som udpræget pacifist udtalte han sig både med mund og pen i fredsvenlig retning; hans hele holdning, særlig også i forholdet til Tyskland, og virkelige eller påståede relationer til kejser Karl blev ofte debatteret og fra visse hold betragtet med mistænksomhed, affødte beskyldninger for tyskfjendtlighed og lignende. Efter den kortvarige ministerperiode var han foråret 1919 virksom først i Schweiz, senere i Saint Germain. 1922 udgav Marga Lammasch og Hans Sperl Heinrich Lammasch. Seine Aufzeichnungen, sein Wirken und seine Politik. Mit Beitrag von Hermann Bahr.